# Écureuil-Klasse
Die Écureuil-Klasse war eine Klasse von fünf Korvetten der französischen Marine, die während des Siebenjährigen Krieges zum Einsatz kam.

## Allgemeines
Die Klasse wurde durch den Schiffbauingenieur Jacques-Luc Coulomb entworfen, etwa zeitgleich mit den Korvetten der Calypso-Klasse (16 Kanonen) und zwischen 1756 und 1758 auf Werften in Brest und Nantes gebaut.

## Einheiten
| Name                 | Bauwerft         | Kiellegung    | Stapellauf     | Indienststellung | Verbleib |
| -------------------- | ---------------- | ------------- | -------------- | ---------------- | --- |
| Écureuil             | Arsenal de Brest | Mai 1756      | August 1756    | Oktober 1756     | Am 25. Februar 1762 durch die Royal Navy gekapert                                                                |
| Jacinthe (Hyacinthe) | Arsenal de Brest | Juni 1756     | Dezember 1756  | März 1757        | Im Jahr 1760 durch die Royal Navy gekapert                                                                       |
| Sardione (Sardine)   | Werft in Nantes  | Oktober 1756  | 30. März 1757  | April 1757       | Am 13. Januar 1761 durch die Royal Navy gekapert; als Sardoine in Dienst, am 26. April 1768 in Woolwich verkauft |
| Renoncule            | Werft in Nantes  | Oktober 1756  | April 1757     | Juni 1757        | Verbleib nach September 1761 unbekannt                                                                           |
| Arc en Ciel          | Arsenal de Brest | Dezember 1757 | 10. April 1758 | Mai 1758         | Verbleib nach 1759 unbekannt                                                                                     |

## Technische Beschreibung
Die Klasse war als Batterieschiff mit einem durchgehenden Geschützdecks konzipiert und hatte eine Länge von 29,56 Metern (Geschützdeck), eine Breite von 7,63 Metern und einen Tiefgang von 3,09 Metern bei einer Vermessung von 165 tons (bm) bzw. Verdrängung von 300 Tonnen. Sie waren Rahsegler mit drei Masten (Fockmast, Großmast und Kreuzmast). Der Rumpf schloss im Heckbereich mit einem Heckspiegel, in den eine zeittypisch verzierte Galerie mit drei Fenstern integriert war, die in die seitlich angebrachten Seitengalerien mit je zwei Fenstern mündete.
Die Bewaffnung der Klasse bestand aus zwölf 4-Pfünder-Kanonen mit einem Geschossgewicht von 11,75 kg. Des Weiteren wurde eine gering Anzahl an Drehbassen mitgeführt.

## Besatzung
Die Besatzung hatte eine Stärke von 100 bis 110 Mann (Offiziere und Unteroffiziere bzw. Mannschaften).

## Bemerkungen
1. ↑  Bei der Berechnung des Gewichtes einer Breitseite kann es zu Unterschieden kommen, da in der damaligen Zeit ein Pfund, je nach Land, unterschiedliche Gewichtswerte hatte. Das französische Livre hatte z. B. ein Gewicht von 489,506 Gramm während das englische Pound ein Gewicht von 453,592 Gramm hatte.